# Merna (Nebraska)
Merna es una villa ubicada en el condado de Custer en el estado estadounidense de Nebraska. En el Censo de 2010 tenía una población de 363 habitantes y una densidad poblacional de 261,48 personas por km².

## Geografía
Merna se encuentra ubicada en las coordenadas 41°29′7″N 99°45′40″O / 41.48528, -99.76111. Según la Oficina del Censo de los Estados Unidos, Merna tiene una superficie total de 1.39 km², de la cual 1.39 km² corresponden a tierra firme y (0%) 0 km² es agua.

## Demografía
Según el censo de 2010, había 363 personas residiendo en Merna. La densidad de población era de 261,48 hab./km². De los 363 habitantes, Merna estaba compuesto por el 98.62% blancos, el 0% eran afroamericanos, el 0% eran amerindios, el 0% eran asiáticos, el 0% eran isleños del Pacífico, el 0.28% eran de otras razas y el 1.1% pertenecían a dos o más razas. Del total de la población el 1.38% eran hispanos o latinos de cualquier raza.